# Pytlácké kameny

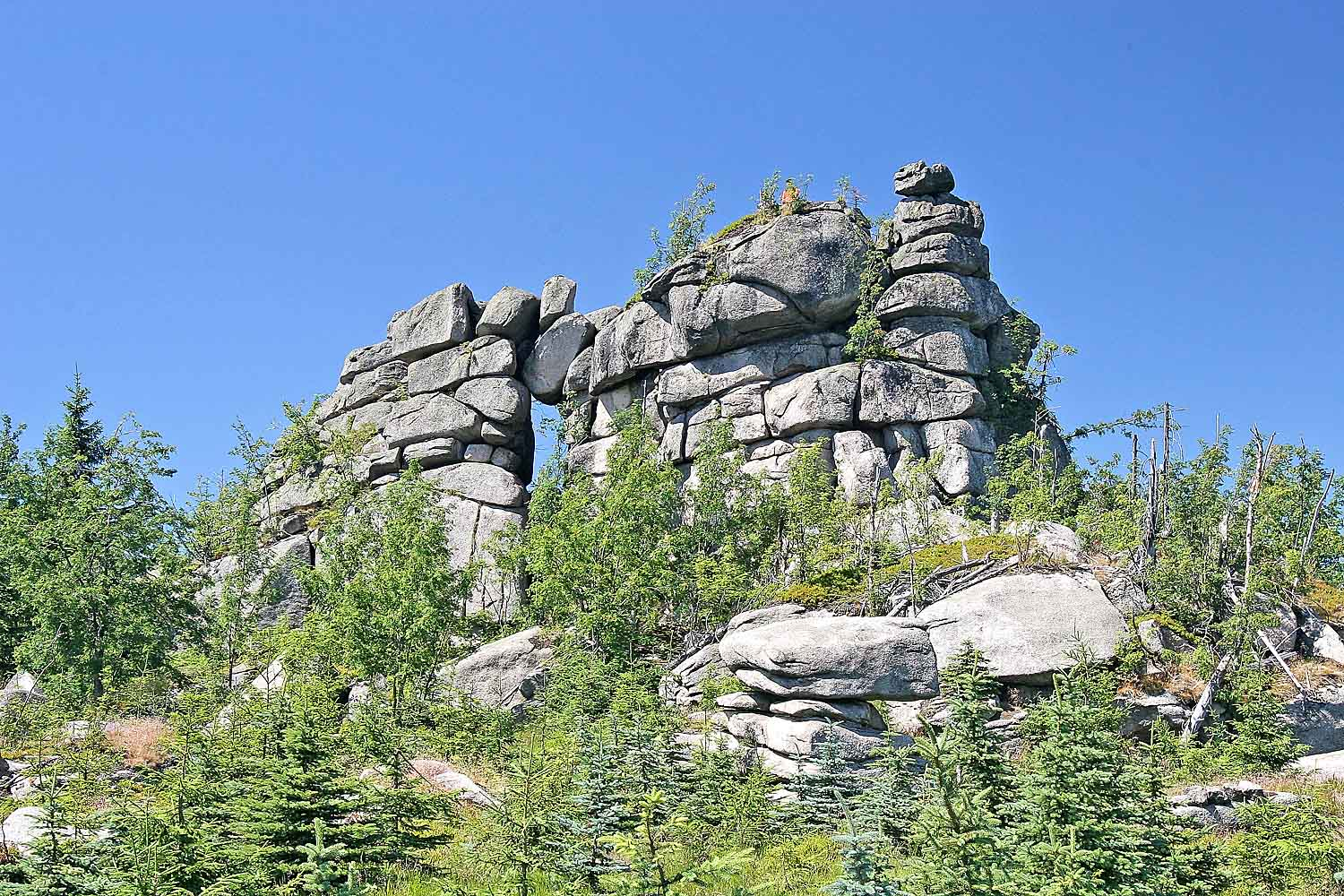
Pytlácké_kameny - skałki

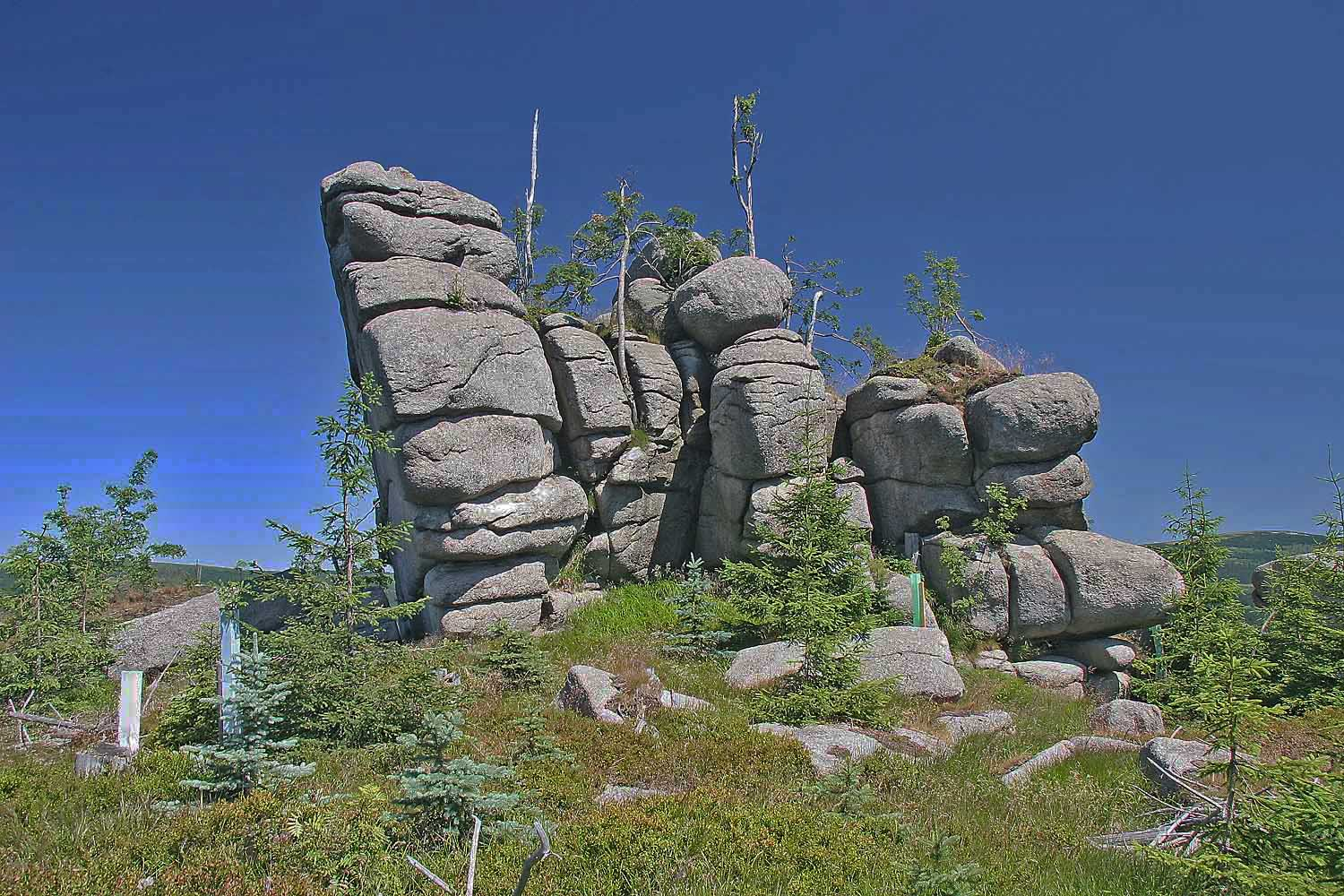
Pytlácké_kameny - skałki

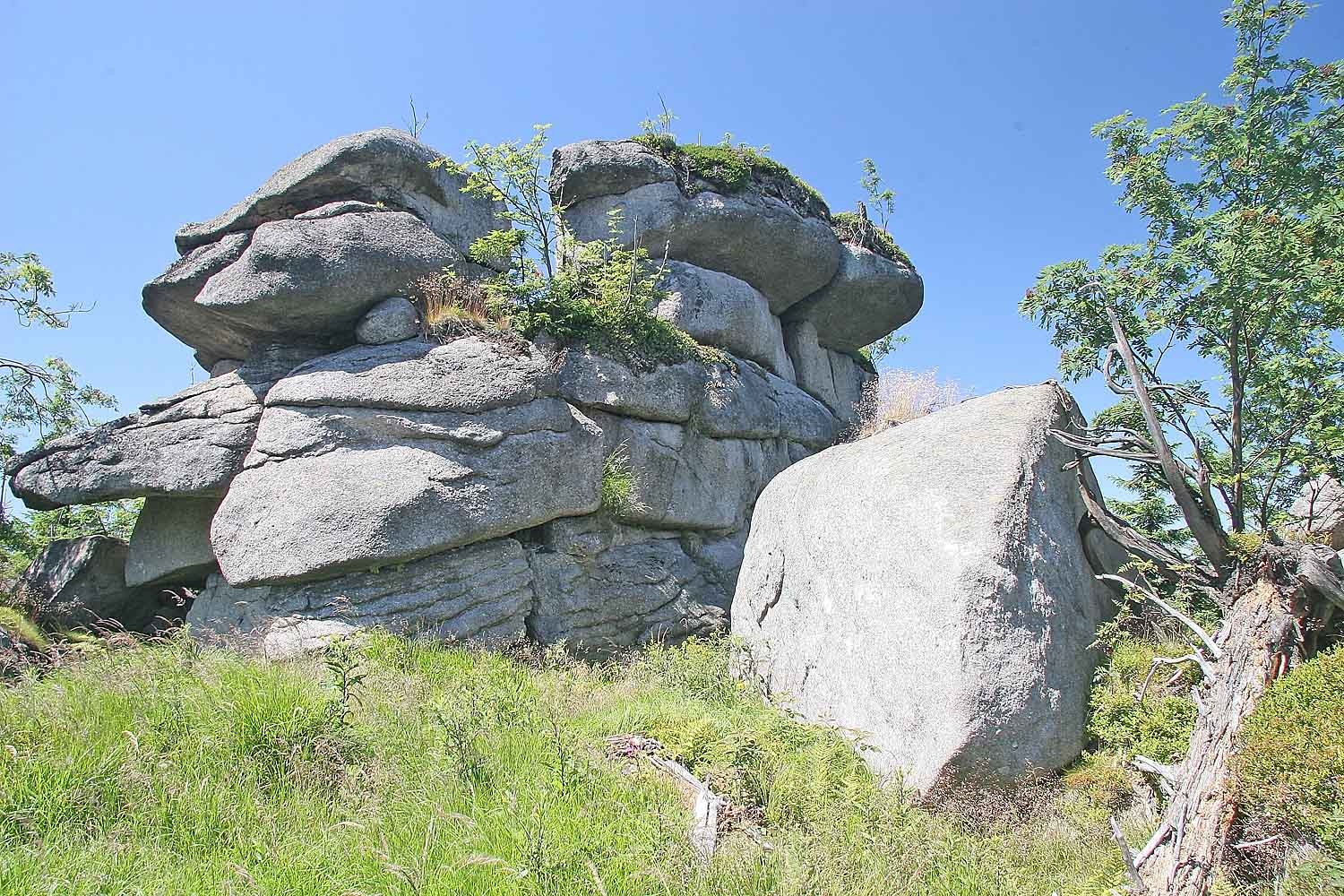
Pytlácké_kameny - skałki

Pytlácké kameny – wzniesienie o wysokości 975 m n.p.m., w północnych Czechach, w Sudetach Zachodnich, w Górach Izerskich.

## Położenie
Niezbyt wybitne wzniesienie położone w Sudetach Zachodnich, we wschodniej części Gór Izerskich, w obrębie Średniego Grzbietu, na północ od czeskiej osady Jizerka.
Wierzchołek jest niezbyt wyraźny, bardziej znane są występujące na nim skałki, noszące również nazwę Pytlácké kameny.

## Opis
Pytlácké kameny leżą w środkowej części Średniego Grzbietu. Na północnym zachodzie znajdują się Český vrch, a na południowym wschodzie Jelení stráň.

## Wody
Północne zbocza odwadnia Izera, a południowe Jizerka.

## Budowa geologiczna
Cały masyw zbudowany jest z granitu karkonoskiego w odmianie porfirowatej, czasami o strukturze szlirowatej. Na szczycie i zboczach liczne skałki, głazy i bloki skalne. Widać tu różnokierunkowy cios oraz materacowe wietrzenie granitu.

## Nazwa
Nazwa wzniesienia i skałek pochodzi od kłusownika (czes pytlák) Hennricha, który miał tu swoją kryjówkę, i został zastrzelony w 1813. Około 500 m na południowy zachód od wierzchołka stoi krzyż upamiętniający to wydarzenie.

## Turystyka
Przez wierzchołek przechodzi szlak turystyczny:
- czerwony szlak z Lázně Libverda do Harrachova przez Jizerkę.

Z wierzchołka rozległe widoki na Góry Izerskie i zachodnią część Karkonoszy.